# Глобални екран: од филма до смартфона
Глобални екран: од филма до смартфона (фр. L'écran global: du cinéma au smartphone)  је књига објављена 2007. године која се бави историјом развоја филма, са фокусом на утицај модерности на филм. Аутори овог дела су Жил Липовецки и Жан Сероа.
Према ауторима кинематографија данас жели да на сваки начин постане једна од водећих грана индустрије, без обзира на то што се великом брзином претвара у параду филмова са специјалним ефектима који публици не пружају осећај субјективног, већ објективног. Ово дело представља преглед утицаја развоја технике и технологије на филм. 
Истиче се да се у савременом друштву филм доживљава модерним због развоја технике чији је он производ, али то је само један аспект модерности филма. Други аспект је стварање револуционарне, сасвим нове врсте уметности - уметности масовне потрошње.

## О ауторима
Жил Липовецки је есејиста, социолог и професор филозофије на Универзитету у Греноблу, његово поље интересовања је постмодернизам. Жан Сероа је утицајни француски филозоф који предаје на истом Универзитету као и Липовецки, његова специјалност је француска литература XVII века. Они су заједно објавили књигу под називом „Глобални екран: од филма до смартфона“.

### Жил Липовецки
Липовецки је рођен у Мијоу 1944. године. Студирао је филозофију на Универзитету у Греноблу и учествовао у студентском устанку 1968. године у Паризу у циљу промене француског модела образовања. Критикује модел који је из тога произашао као стварање отуђених појединаца са крхким личностима склоним емоционалном поремећају због хедонизма и непосредног задовољства.   Своју академску каријеру започео је као предавач са својом алма матер. Након успеха своје прве књиге, постао је познат у многим деловима света и један од најважнијих француских интелектуалаца касног XX века.

### Жан Серoa
Жан Сероа je утицајни француски филозоф предаје на Универзитету у Греноблу, специјалиста је за француску литературу XVII века. Са Жилом Липовецким у књизи „Глобални екран”, бави се феноменима савремене медијске културе деконструише претпоставке медијског посредовања. Сероа преиспитује културну регресију, царство рекламе, губитак односа и интимности и др.

## Хипермодерност
Липовецки и Сероа сматрају да филм долази након миленијума борбе између оностраног (религије) и овостраног, где победу односи овострано. Ова врста забаве није настала из неког уметничког порива, већ је настала као нужност развоја технике. Филм је свој велики успех постигао тек када је почео да постаје наратор прича и догађаја. Филм се сматра модерном уметношћу због периода у ком је настала и због начина на који је настала. Питање које Сероа и Липовецки постављају, у овом делу, је шта то чини филм модерном уметношћу. Остале врсте уметности су се сматрале модерним јер су се бориле, револуционарним путем, против традиције, наслеђа и религије која их је спутавала. Док филм нема културно наслеђе које би на њега извршило неку врсту притиска. Филм се доживљава модерним због развоја технике чији је он производ. Модерност филма почива и на двоструким захтевима; захтевом за новином и захтевом за разноликошћу. Захтев за новином тражи од филма нешто иновативно, нешто што је релативно ново и занимљиво како би се заинтересовала већа скупина људи. Хипермодерност се у данашње време поистовећује са претеривањем у практично свим сферама. Те се и од филма очекује да буде хипер у смислу трајања. Данас просечно трајање филма износи два сата, док одређене саге трају и до три сата. Наравно, хипермодерност се не огледа само у дужини трајања филма, већ и у, како су то Липовецки и Сероа написали, феномену под називом екцес-слика што означава кадрове у филмовима који се приказују на екстреман и брз начин како би се одржала пажња публике. Циљ је да се претера колико год је могуће. Филмови почињу да стварају виртуелне стварности, које се сматрају врхунцем хај-тек филмова.  